# 林勝久
林 勝久（はやし かつひさ）は、江戸時代前期の武将。土佐藩家老。通称山内右近。

## 生涯
天正9年（1581年）、林伝左衛門勝吉（山内一吉）の子として誕生した。
父・勝吉と共に播磨姫路で山内一豊に召抱えられる。父は主君・一豊の土佐入国に伴い「山内」姓と高岡郡窪川土居（現在の四万十町）を与えられた。慶長9年（1604年）、父の死去に伴い、領地5000石と家老職を相続した。慶長19年（1614年）の大坂の陣に際しては、土佐藩2代藩主・山内忠義に従い出陣し、武功をあげた。
慶安5年（1652年）4月16日死去。享年72。

## 系譜
- 高祖父：林通村（佐渡守）
- 曾祖父：林通安（八郎左衛門）
  - 祖父：林秀貞（佐渡守）
    - 父：林一吉（山内伊賀守）
      - 本人：林勝久（山内右近）
        - 子：林勝政（山内丹波）
        - 孫：林勝定（山内伝左衛門）